# Antoni Aparici i Guijarro
Antoni Aparici i Guijarro (València, 29 de març de 1815 - Madrid, 5 de novembre de 1872) va ser un polític i periodista tradicionalista valencià.

## Biografia
Orfe de pare molt aviat, la família va quedar en summa pobresa, malgrat tot va aconseguir iniciar els seus estudis al Col·legi Andresià de la seva ciutat natal, encara que amb poc aprofitament al principi, per la qual cosa els seus educadors van arribar a dubtar que pogués continuar-los. Superada aviat aquella crisi escolar, va cursar Dret, primer a la Universitat de València i després en la de Madrid fins a la seva llicenciatura, i va exercir com a advocat primerament a la seva terra i més tard a la Cort, on va aconseguir gran fama com jurisconsult. No obstant això, la seva gran vocació era la política al servei d'uns molt sòlids ideals catòlics, que el van portar a afiliar-se, amb prou feines acabats els estudis, en el partit tradicionalista, del qual anys més tard seria cap. En 1843 va fundar la revista La Restauración, i en 1855 el periòdic El Pensamiento de València, òrgans d'expressió del carlisme al País Valencià. En 1858 aconseguia la seva primer acta de diputat per València, defensant a les Corts el poder temporal del Papa i acreditant-se com a gran orador. De 1862 a 1872 va dirigir La Regeneración, a través de les pàgines de la qual, així com des de la tribuna pública, va atacar el liberalisme, la democràcia i, molt especialment, el krausisme, sent memorable el discurs que el 3 de desembre de 1860, convidat per Ortí i Lara, va pronunciar a la Societat Literario-Catòlica La Armonía, que va constituir un veritable crit de combat contra els enemics de l'Espanya tradicional catòlica i en el qual afirmava: La raó il·luminada per la fe es diu Sant Tomàs d'Aquino; la raó enemiga de la fe es diu Frederic Krause. També per aquests anys va col·laborar a La Esperanza i La Estrella.
En 1865 és novament elegit diputat per València i Pamplona i a l'any següent la Reial Acadèmia de Ciències Morals i Polítiques i la Reial Acadèmia de la Llengua el nomenaven membre de nombre de les corporacions, encara que del càrrec de la segona no va arribar a prendre'n possessió, car la revolució de setembre de 1868 el va obligar a depassar la frontera francesa, emigrant a París, on va intentar sense èxit la reconciliació del pretendent Carles de Borbó i Àustria-Este amb Isabel II. En 1870 va assistir a la conferència del carlisme a Vevey (Suïssa) i en aquell mateix any el va rebre Pius IX en audiència privada. Per iniciativa seva es va fundar el Directori Central del Partit Carlista a París. De retorn a Espanya, la província de Guipúscoa el va escollir senador, càrrec en el qual el va sorprendre la mort el 8 de novembre de 1872, mentre pronunciava un discurs al Congrés.
Molt influït en el seu pensament per Jaume Balmes i Donoso Cortés, la seva obra constitueix avui un dels més sòlids pilars del tradicionalisme, sent perceptible al seu torn la seva presència doctrinal en diverses de les figures que el van succeir en les files del carlisme, com Enrique Gil Robles, Juan Vázquez de Mella i Víctor Pradera.
És autor de diverses obres, entre les quals destaca La cuestión dinástica (1889). Va pertànyer al consell privat del pretendent carlí, Carles VII, que li concedí el títol de comte de Santa Eugènia. Fou membre de l'Academia de la Lengua i de l'Academia de Ciencias Morales y Políticas, de Madrid.

## Obres
- Poesías: Oda al Sol; Oda a la espada de don Jaime el Conquistador. Oda a España y África.
- Folletos: La cuestión dinástica; El rey de España; La restauración.
- Drama: Doña Inés de Castro
- Tragedia: La muerte de Don Fadrique
- Pensamientos y poesías
- Discursos parlamentarios
- Discursos forenses